# Salvador Guinot Vilar
Salvador Guinot Vilar (Castelló de la Plana, 31 de desembre de 1866 - Castelló de la Plana, 1944) va ser un polític i escriptor valencià. Sovint va utilitzar el pseudònim de Joan de Vicenta.

## Biografia

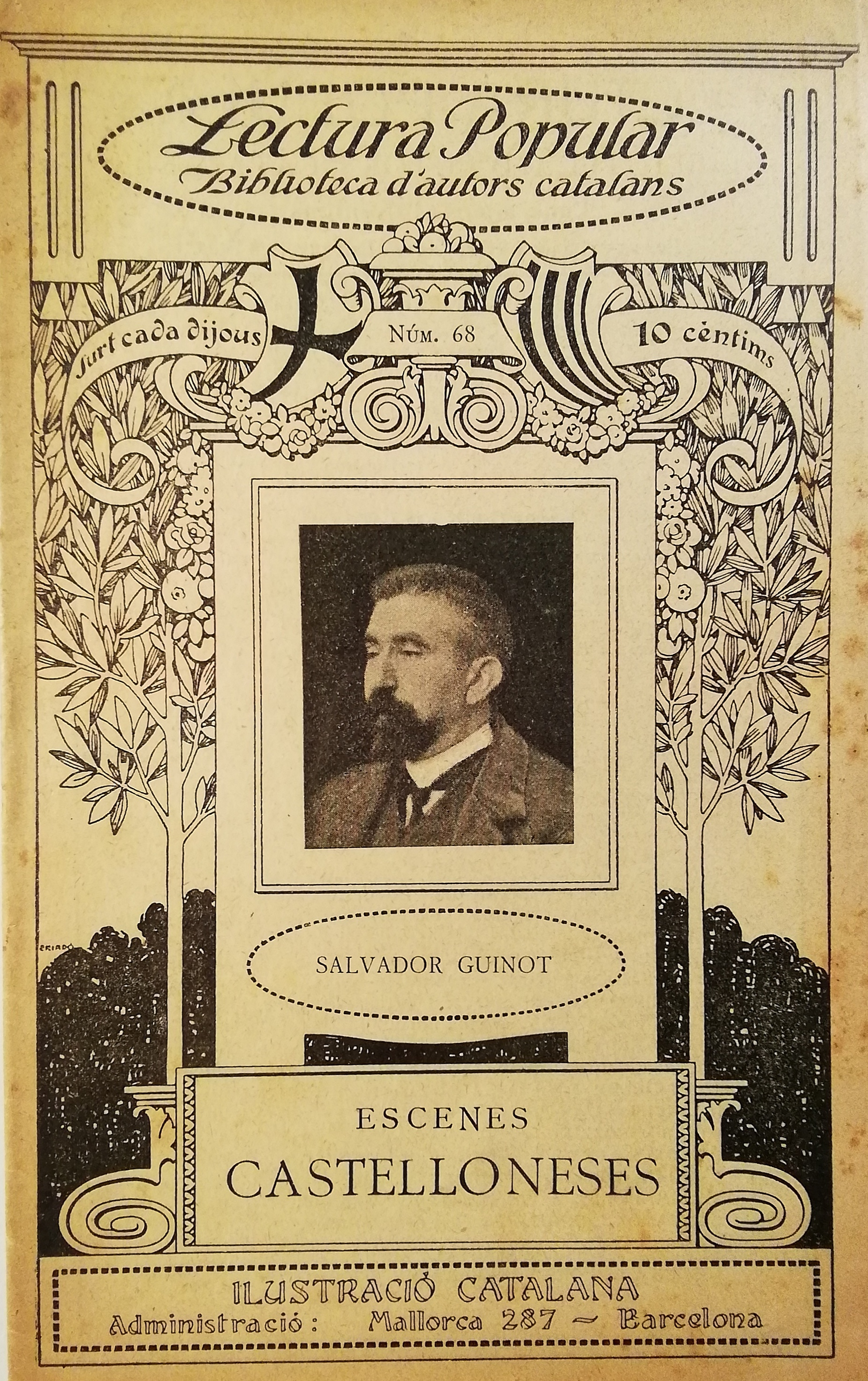
Escenes castelloneses de Salvador Guinot dins la col·lecció Lectura Popular Biblioteca d'autors catalans de la Il·lustració Catalana. Edició publicada a Barcelona l'any 1914

Va nàixer en una casa del carrer Major de Castelló de la Plana, prop del portal de l'Om, fill de Joan i Vicenta, descendents de dues famílies de tradició llauradora. Va estudiar batxillerat a l'antic Institut del carrer Major, del qual posteriorment seria professor de llengua i literatura castellanes entre 1893 i 1939. Es traslladà a Madrid per a estudiar Filosofia i Lletres, on va ser deixeble de Marcelino Menéndez Pelayo, qui el va introduir en l'estudi dels clàssics de la literatura medieval i de l'antiguitat grega i llatina. Aquesta formació el va portar a l'estudi dels clàssics medievals valencians. A Madrid va escriure els seus primers relats breus: Els Reis se'n van i Guardant el melonar, d'ambient costumista. Es va casar amb Joaquima Vicent Fabregat i del seu matrimoni no va nàixer cap fill.
L'any 1900 es va publicar a València la seua obra més important, Capolls mustigats, un recull de sis relats breus. Aquesta obra, a través de Josep Ribelles Comín, va ser reeditada l'any 1905 a Barcelona per l'Editorial l'Avenç amb el títol Escenes castellonenques. La seua obra literària es tanca amb la narració Anyor (1913). A partir d'aquest moment va publicar només obres d'erudició sobre els clàssics valencians dels segles xv i xvi, reeditant el Parlament en casa de Berenguer Mercader i la Tragèdia de Caldesa, de Joan Roís de Corella així com el Vocabulari de Joan de Resa.
Políticament, Guinot va ser d'ideologia conservadora i d'adscripció maurista, sent membre del Partit Conservador, del qual va exercir el càrrec de cap provincial. Va ser defensor de les doctrines socials del seu oncle, el jesuïta Antoni Vicent, amb el qual va fundar el Sindicat Catòlic de Castelló de la Plana. L'any 1907 va ser diputat a les Corts pel districte de Llucena i president de la Diputació de Castelló entre 1930 i 1931. També va ser alcalde de Castelló de la Plana els anys 1907 i 1924. Sent alcalde, va emprendre diverses iniciatives culturals, com la consolidació de la Banda Municipal o la creació d'una Biblioteca Municipal. Va fundar el «Círculo Artístico de Castellón» i, l'any 1919, la Societat Castellonenca de Cultura. Va llegar en vida a la seua ciutat la seua biblioteca personal.

## Obres
- 1900 Capolls mustigats, reeditada l'any 1905 com Escenes castellonenques
- El poeta Jaime Gazull. Estudio bio-bibliográfico y crítico
- Fuentes literarias de la lengua valenciana
- Lo renaiximent valencià